# Steve Blum
Steve Blum  (født 29. april 1960 i Santa Monica (Californien), USA) er en amerikansk tegnefilmsdubber. Han er kendt som stemmen bag både BlackWarGreymon, Guilmon og Mitsuo Yamaki i Digimon, Orochimaru i Naruto, Wolverine i X-Men, og Zeb Orrelios i Star Wars Rebels.